# غوستاف سودربرغ
غوستاف سودربرغ (بالسويدية: Gustaf Söderberg)‏ هو رسام سويدي، ولد في 8 أبريل 1799 في نورشوبينغ في السويد، وتوفي في 3 نوفمبر 1875 في ستوكهولم في السويد.